# Portada/efemèride gener 3
Esquema de la tercera partició de Polònia
« 2 de gener · 3 de gener · 4 de gener »